# Assedio di Kehl (1703)
L'assedio di Kehl ebbe luogo nel corso della guerra di successione spagnola. Lo scontro ebbe inizio ad opera delle forze franco-ispaniche guidate dal comandante duca de Villars, le quali riuscirono a catturare la fortezza imperiale di Kehl, proprio davanti alla città di Strasburgo, sulla riva del Reno.
Le operazioni d'assedio ebbero inizio il 20 febbraio 1703, dopo che Villars ebbe lasciato l'accampamento invernale. La fortezza, difesa da 3 500 uomini al comando di Luigi Guglielmo, margravio di Baden-Baden, capitolò il 10 marzo.